# Microsoft AutoRoute
Microsoft Autoroute — картографический планировщик маршрута, разрабатывавшийся и распространявшийся компанией Microsoft. В программе используется картография Navteq, Tele Atlas, а также других разработчиков. Функционально эта программа является облегченной версией популярного картографического инструмента для визуализации географической информации Microsoft MapPoint. В отличие от MapPoint, Autoroute предназначена для пользователей среднего уровня, прежде всего автолюбителей. Имеются широкие возможности поиска по адресу, координатам, POI. В качестве планировщика маршрута программа охватывает почти все государства Европы.(Список стран включённых в карту)

## Технические характеристики
Microsoft Autoroute является аналогом Microsoft Streets & Trips, идентичной программы, предназначенной для использования в США, Канаде и Мексике.
Microsoft Autoroute поставляется и в комплекте с GPS локатором с тем, чтобы позволить пользователю использовать продукт как полноценную систему спутниковой навигации, при подключении к компьютеру GPS-приёмника. Минусами программы являются редкие обновления карты (только от версии к версии) и отсутствие 3D режима.
Microsoft Autoroute включает в себя модуль голосовой обработки текста, который является составной частью операционных систем Windows 8 и Windows 7, Windows Vista, Windows XP. Этим обеспечивается возможность использовать функцию голосового оповещения для указания направлений и другой сопроводительной информации.
В версии Microsoft Autoroute 2002 были представлены российские дороги. В последующих версиях Россия показана схематично, и для навигации по дорогам РФ практически бесполезна.

## История
Прообраз программы был создан в конце 80-х годов прошлого века английской компанией NextBase Ltd под названием AutoRoute. В 1994 году права на программу приобрела компания Microsoft. Версия, разработанная впоследствии для США, получила сначала название AutoMap, а затем Streets & Trips.
В июле 2014 г на сайтах программ AutoRoute и Streets & Trips было объявлено о прекращении их выпуска .